# Coels

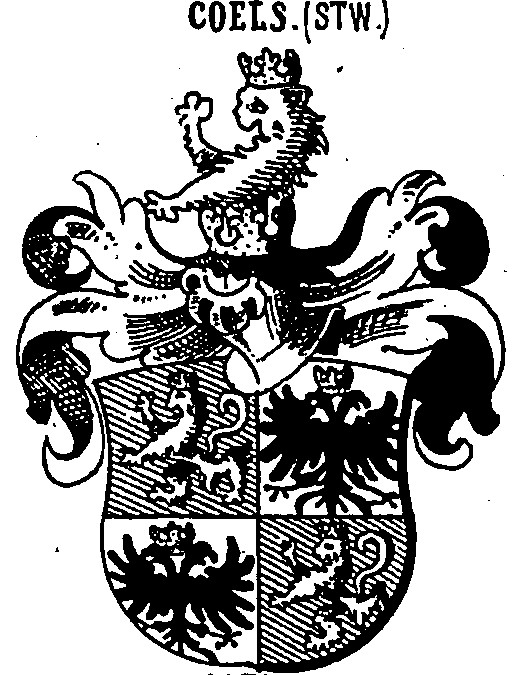
Stammwappen derer von Coels

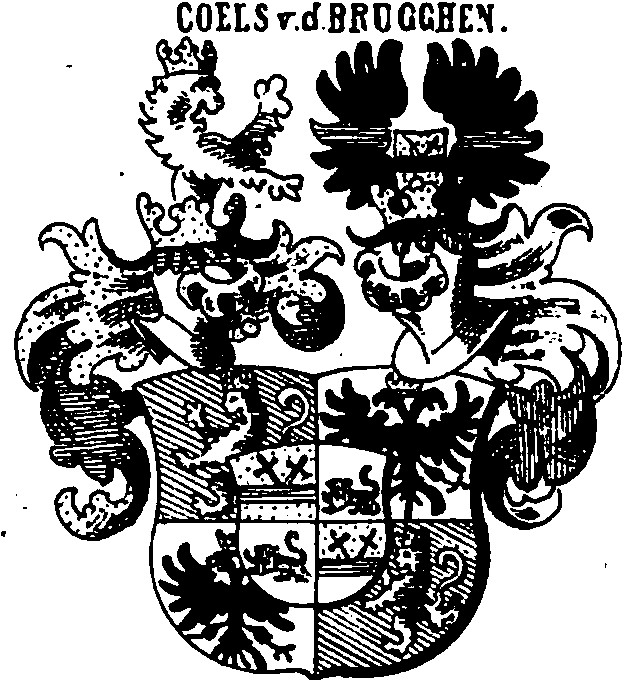
Wappen der Coels von den Brügghen (1851)

Coels (andere Schreibweise: Coéls) ist der Name eines belgischen Geschlechts, das nachweislich im 14. Jahrhundert im Herzogtum Brabant ansässig war. Seine eigentlichen Ursprünge liegen laut dem preußischen Adelslexikon möglicherweise viel früher, und zwar in dem alten römischen Konsulargeschlecht der Coelii, von denen Familienmitglieder sich unter anderem in Italien, auf der pyrenäischen Halbinsel, in Britannien und Gallien niedergelassen haben.

## Familiengeschichte
Im Raum Brüssel, wo das Geschlecht zu den privilegierten Familien gehörte, finden sich ab dem 15. Jahrhundert immer wieder Familienangehörige in Magistrats- oder Staatsämtern, in hohen Offiziersrängen oder auch als Äbte. Ab dem 17. Jahrhundert zog ein Zweig der Familie aus beruflichen Gründen in die Wallonie, von wo aus deren Nachkommen später zunächst im Raum Blankenheim und Trier und schließlich in der preußischen Rheinprovinz ebenfalls bedeutende Ämter bekleideten.
Die Familie besaß adelige Güter und Rittersitze in Lothringen und Burgund, in der Südeifel, in Belgien und in der Rheinprovinz. Im Jahr 1831 wurde die Linie des preußischen Landrates Friedrich Joseph von Coels in den erblichen Freiherrenstand erhoben. Zugleich nahm dieser zusätzlich zu seinem eigenen noch den Familiennamen seiner Frau Marie Eugenia Freiin von der Brügghen an, woraufhin sich diese Linie fortan „von Coels von der Brügghen“ nannte. Durch diese Ehe kam seine Familie auch in den Besitz der Burg Wilhelmstein in Bardenberg, des alten Frohnhofs Gut Steinhaus im gleichen Ort und des Rittergutes Nyßwijler bei Vaals.

## Wappen
- Blasonierung des Stammwappens: Geviert von Grün und Silber. In den Feldern 1 und 4 ein gekrönter Löwe, in den Feldern 2 und 3 ein schwarzer Doppeladler mit einer Krone. Auf dem Helm der Löwe wachsend. Die Helmdecken sind grün-silbern und schwarz-silbern.
- Blasonierung des vermehrten Wappens (1851): Der Schild Coels mit Herzschild von den Brügghen. Zwei Helme: I. Coels, II. von den Brügghen. Die Helmdecken sind blau-golden und rot-silbern.

## Bedeutende Familienangehörige
- Philipp Anton von Coels (* 1582), Offizier in der wallonischen Garde zu Madrid und im Regiment des Herzogs Philipp Karl von Aerschott, verh. mit Catharina de Neufforge aus Spa
- Hubert von Coels (1612–1668), Sohn von Philipp Anton v. Coels, Offizier in der wallonischen Garde zu Madrid, Statthalter und Kommandant von Haus Arenberg in der spanischen Niederlande, verh. mit Anna Maria de Noire-Falize, beide begraben in der Kirche von Polleur bei Spa.
- Johann Niclas von Coels (1653–1737), Sohn von Hubert v. Coels, Herzoglich-Lothringischer Kavallerieoffizier, Lehnsträger der Kurfürsten von Köln und der Grafen von Manderscheid-Blankenheim. Belehnt u. a. mit der Burg Gerolstein, erwarb darüber hinaus Güter in Lothringen, Burgund, und am Niederrhein sowie den Adelshof Breidscheid.[1] Verheiratet mit Maria Elisabeth von Paccius.
- Johann Baptist von Coels, Sohn von Johann Niclas v. Coels; zwischen 1729 und 1765 Hofrat und Generaleinnehmer in Trier, Fünfmal Bürgermeister der Stadt Trier[2].
- Johann Baptist Josef Maximilian Nepomuk von Coels, Sohn des Trierer Schöffen und kurfürstlichen Generaleinnehmers in Trier, Hugo Damian v. Coels, und der Josepha v. Anethan sowie Enkel des Trierer Bürgermeisters. Johann Baptist der Jüngere war seit 1779 Kleriker und seit 1781 Kanoniker. Verzichtete 1790 auf sein Amt zugunsten seines Bruders Karl Josef Xaver Willibrord von Coels[3].
- Franz von Coels (1742–1825 in Wien), über seinen Vater Karl Anton v. Coels (* 1698) ein Enkel von Johann Niclas v. Coels; K.u.k. österreichischer Major im arenbergischen Regiment, später Gemmingen. Lebte im Alter in Wien und war der Gründer der „Coels’schen Stiftung“ für die Erziehung von verwaisten Militärknaben.[4]
- Friedrich Joseph Freiherr von Coels von der Brügghen (1784–1856), Urenkel von Johann Niclas, königlich preußischer Kammerherr, Landrat und Polizeidirektor im Landkreis Aachen, 1831 in den Freiherrenstand erhoben, nahm den Familiennamen seiner Frau Maria Eugenia Freiin von der Brügghen an.
- Franz Freiherr von Coels von der Brügghen (1858–1945), Enkel von Friedrich v. Coels v. d. Brügghen,  Oberpräsident der Rheinprovinz und Regierungspräsident in Arnsberg
- Marie-Luise von Coels von der Brügghen (1870–1959), Schwester von Franz v. Coels v. d. Brügghen und Besitzerin des Rittergutes Burg Boulich bei Wichterich; Autorin zahlreicher lokalhistorischer und genealogischer Publikationen[5][6]